# Yoga

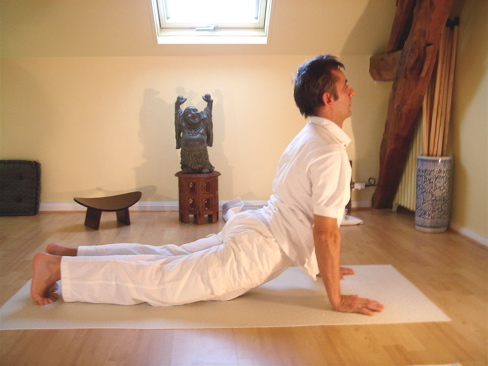
Omhoogkijkende hond,
Een asana uit hatha-yoga

Yoga (Sanskriet: योग, juk, verenigen, beheersen, ook wel herboren van yuj, verbinden, één maken) is een van de zes orthodoxe of astika filosofische scholen (darsana's) van het hindoeïsme. Yoga leert de geest, het gevoel en het lichaam te beheersen, om daarmee de vereniging met God te bereiken.
In zijn tweede soetra (aforisme) stelde Patanjali (2e eeuw v. Chr.): Yoga is het stilzetten van de wijzigingen van het denken (Yogas citta-vrtti-nirodhah).
In een meer alledaags, westers concept wordt met yoga hatha-yoga bedoeld: een tak van yoga die bestaat uit een systeem van oefeningen.
Indiakundige Jean Herbert definieert yoga ook met twee betekenissen die nauw met elkaar samenhangen. Zijn definitie luidt als volgt:
 yoga is de staat waarin de mens zich onder één juk met het Goddelijke bevindt, dat wil zeggen verbonden met het Goddelijke, zoals dit wordt uitgedrukt in het woord religie.

Met een kleine variant drukt het woord yoga de toestand uit, waarin de 'waarneembare mens' ook verbonden is met de 'wezenlijke mens', dat wil zeggen waarin de mens zijn ware aard heeft herkregen en er in overeenstemming mee leeft.

De yogatechniek, hoe deze ook mag zijn, is een discipline, waardoor de mens tracht tot de staat van yoga te komen.— Indiakundige Jean Herbert
De Jivatma, de menselijke ziel of individueel bewustzijn, is een deel van paramatma (overziel, goddelijke werkelijkheid, brahman). Jivatma verenigt zich weer met paramatma door yoga.
Op het pad van de hoge yoga kan de yogi vermogens krijgen, de siddhi's. Een meester in die siddhi's is een siddha (adept).

## Avidya en Kaivalya
Ellende (klesa) is er, omdat de eigen werkelijke aard niet gekend kan worden (avidya, onwetendheid). Jivatman (purusha) is in de materie van prakriti gewikkeld en daardoor voor zichzelf verborgen geraakt. Die waarheid, die in ieder verborgen ligt, kan enkel met de discipline van yoga worden ontdekt. De yogi mediteert, reist naar binnen, zuivert de voertuigen (kosha's, de instrumenten waardoor het Zelf in de wereld functioneert), ruimt obstakels op en neemt sluiers weg die de yogi het zicht op het stralende Zelf ontnemen. Er kunnen vele levens over heen gaan eer de weg van de yogi betreed wordt, het doel bereikt en al het verzameld karma is afgewerkt.
Als de zuiver fysieke oefeningen worden gescheiden van de hogere yoga en de essentiële yoga-leringen, blijft er slechts een wetenschap van lichamelijke ontwikkeling over. Het ware doel (zelf-realisatie, het bereiken van kaivalya, bevrijding) en de techniek van yoga wordt dan verkeerd voorgesteld.

## Geschriften
Het zesde hoofdstuk van de Bhagavad Gita (een boek uit de Mahabharata, vermoedelijk uit de 3e eeuw v.Chr.) is voor velen de belangrijkste tekst over yoga. In dit hoofdstuk wordt de held-krijger Arjoena door zijn wagenmenner – die zich aan hem heeft geopenbaard als de god Krishna – aangespoord om de koninklijke weg van de yoga te gaan.
Als het klassieke standaardwerk over yoga geldt echter de Yogasoetra's van Patanjali, die het niveau van de yogatechniek verhoogde en, hoewel hij vooral de praktijk behandelde, daaraan een metafysische grondslag gaf. De yoga, die zich theoretisch sterk op de samkhya oriënteerde, werd nu een eigen filosofische richting, ofwel een darsana.
Van het werk van Srila Vyasadeva wordt gezegd dat het in staat zou stellen om de materiële toestand te verlaten en op te gaan in eeuwige spirituele existentie samen met de ziel als persoonlijkheid. Het werk van Srila Vyasadeva onderscheidt zich in die zin, dat de lezer van zijn boeken informatie krijgt over de persoonlijke aspecten en kwaliteiten van de Heer, waardoor opgestegen kan worden tot de, volgens de Veda's, hoogste realisatie binnen het beoefenen van spirituele activiteiten.

## Yoga en religies
De Boeddha wordt vaak de mahayogi, de grote yogi, genoemd. Het maya leert een opklimmende reeks van meditaties en contemplaties, die de samadhi, de mystieke, visionaire extase, waarin men het Nirvana (zonder woud, van nir zonder en vana woud) ervaart.
Verder schreef Paramahansa Yogananda in Autobiografie van een yogi over de verbondenheid van de tot stof verblijvende Mahavatar Babaji, die samen met Jezus Christus samenwerkte aan de omzetting van het goddelijke plan voor de aarde in dit tijdperk. Hun opdracht zou eruit bestaan naties te inspireren oorlogen, racisme, religieus sektarisme en materialisme op te geven.
Waar Krishna bekendstaat als gopi-vandana, de lieveling van zijn dienaressen, die altijd ergens in het woud is te vinden, is de onpersoonlijke gloed (ook wel brahma-jyoti genoemd) een afgeleide vorm van bewustwording aangaande de Absolute Persoon.
De religieuze aspecten van yoga vormen in de sinds de in de jaren zeventig ontstane dialoog tussen christelijke theologie en Indiakunde een belangrijk thema.

## Vier hoofdstelsels
De Yogasoetra's van Patanjali beschrijven de raja-yoga, waarvan de hatha-yoga de basis vormt. Traditiegetrouw houdt men vier hoofdstelsels van de yoga aan:
- Jñāna-yoga: de yoga van onderzoek langs de weg van het intellect, voortgezet tot voorbij de gebruikelijke mentale begrenzing;[4]
- Bhakti-yoga: de yoga van liefde en toewijding voor God, de Allerhoogste, hetzij door een voorstelling van het goddelijke door een object of door een persoon in wie men het goddelijke ziet;[4]
- Raja-yoga: de yoga van de naar binnen gerichte concentratie;[4]
- Karma-yoga: de yoga van handeling zonder gehechtheid en zonder eigen belang. Deze yoga wordt in de praktijk vaak gecombineerd met bhakti-yoga.[4]

## De acht geledingen vanraja-yoga
De acht geledingen (ashtanga) van raja-yoga worden beschreven in de tweede pada van de Yogasoetra's. Het betreft de volgende niveaus:
- Yama verwijst naar de vijf onthoudingen
  - Ahimsa: geweldloosheid
  - Satya: waarheid
  - Asteya: niet stelen
  - Brahmacharya: kuisheid
  - Aparigraha: afzien van bezittingen
- Niyama verwijst naar de vijf voorschriften
  - Shaucha: lichamelijke reinheid
  - Santosha: bron van de allerhoogste vreugde
  - Tapas: brandende ijver
  - Svadhyaya: zelfbeschouwing
  - Ishvarapranidhana: overgave tot de aanbidding van Ishvara
- Asana: lichamelijke oefening
- Pranayama: ademhaling
- Pratyahara: terugtrekking in de zintuigen
- Dharana: concentratie
- Dhyana: meditatie
- Samadhi: volledige overgave /integratie

## Fysieke vormen van yoga
In het westen is er pas een beduidende aandacht voor de beoefening van yoga sinds de laatste helft van de twintigste eeuw. Meestal gaat het daarbij om ontspanningsoefeningen uit de hatha-yoga, die als heilzaam worden ervaren bij door een jachtig leven opgebouwde spanningen. De hoofdvorm van de fysieke yoga is hatha-yoga die voor het eerst ruim gedocumenteerd werd in de Hatha Yoga Pradipika in de 15e eeuw n.Chr. In het westen wordt yoga gezien als bevorderlijk voor de gezondheid en wordt het vaak zonder religieuze bedoelingen beoefend. Wetenschappelijk is de yoga-ademhaling onder andere onderzocht aan het Columbia College of Physicians and Surgeons in New York. Hieruit bleek dat de yoga-ademhaling een methode is die het autonome zenuwstelsel in balans brengt; ze bleek psychologische en stressgerelateerde klachten te beïnvloeden. De onderzoekers richtten zich op technieken uit de sudarshan kriya.
Hatha-yoga bestaat grotendeels uit asana's (lichaamshoudingen) en pranayama (ademhalingstechnieken). De hatha-yoga vormt de basis voor veel andere, verder ontwikkelde soorten fysieke yoga.
Ashtanga vinyasa yoga en het vergelijkbare poweryoga zijn eveneens fysieke yogasoorten, waarbij verschillende lichaamsposities elkaar in yogaseries opvolgen. Dit wordt bij deze yoga's een flow genoemd. Deze yogavormen vragen meer kracht, uithoudingsvermogen en balans. Andere soorten yoga die teruggaan op de basis van hatha-yoga zijn: iyengar-yoga, sivananda-yoga, bikram-yoga, anusara-yoga en de yogaleer van Indra Devi. Verder hebben Pilates en de Vijf Tibetanen verwantschap met hatha-yoga.
Natya-yoga is de weg van bhakti-yoga en hatha-yoga. Deze yogasoort wordt dansend uitgevoerd en wordt daarom ook wel dansyoga genoemd.
Een in de VS populaire, hoofdzakelijk op mannen gerichte vorm van yoga is broga, afgeleid van het Engelse brother yoga. Het werd in 2009 ontwikkeld door Robert Sidoti en legt vooral de nadruk op lichamelijke kracht, atletisch vermogen en soepelheid.
Al verscheidene jaren is yoga speciaal voor kinderen in opkomst, de zogenaamde kinderyoga, hier leren kinderen onder andere beter met stress om te gaan, zonder prestatiedruk.

## Andere yogasoorten
Chakra-yoga is een spirituele benadering van de energievelden in het lichaam, chakra's genoemd. Volgens deze filosofie kent elk menselijk lichaam zeven zogenoemde energieke lichamelijke wielen. Deze wielen zouden in een snel tempo ronddraaien en de levensenergie door het lichaam heen laten gaan.
De yoga nidra (slaap van de yogi's') is een geestelijke voorbereiding op de beoefening van yoga en yogamethode op zich. Tantra's zijn mystieke spreuken die deel uitmaken van de tantra-yoga, ook wel tantrische yoga. De mantra-yoga is eveneens op mystieke spreuken en geluidsvibraties gebaseerd, mantra's genoemd.
Vishna's zijn yogahoudingen die onder andere toegepast worden binnen de kum nye. Hier gaan ze ervan uit dat wanneer een persoon volledig in balans is, hij deze vishna-oefeningen moeiteloos moet kunnen uitvoeren. Het fysieke lichaam wordt gezien als klankbord voor het energetische lichaam en als daar een blokkade huist, dan kan het fysieke lichaam deze oefening niet aan.
Vaak worden de vishna's gebruikt als examenmomenten voor leerlingen in opleiding.
Kundalini-yoga is erop gebaseerd de psychische kracht, ook wel de goddelijke kracht (slangenkracht: kundalini) in het lichaam op te wekken en deze te laten opstijgen, en zo de verlossing te realiseren. Deze methode verlangt controle over de automatisch verlopende lichaamsprocessen.
Andere vormen en soorten van yoga zijn:
- boeddhi-yoga (de weg van intelligentie)
- Daoyin, een yogasoort uit China gebaseerd op het daoïsme en chan
- dru-yoga (volledige integratie van yoga, gezondheid en innerlijke kracht)
- integrale yoga op basis van de leer van Sri Aurobindo
- kriya-yoga (de weg van de handeling)
- okido-yoga (uit Japan van meester Masahiro Oki biedt levenskracht door goede houding en ademhaling)
- sahaja-yoga (georganiseerde yogavorm, verwant aan het shaktisme, met de nadruk op kundaliniontwaking door Nirmala Srivastava
- satyananda-yoga een integraal soort yoga op basis van de leer van Swami Satyananda Saraswati
- Yin-yoga een rustigere, gevorderde vorm met het langer vasthouden van asana's door Paulie Zink.